# Сладкий лиман
Это статья о водоёме. Статью о хуторе см. Сладкий Лиман (хутор)
Сла́дкий лима́н — лиман в Каневском районе Краснодарского края России, в бассейне реки Челбас.
Лиман образовался в результате слияния Челбаса и Мигута. Площадь водоёма составляет 20 км². При низких уровнях воды в речках лиман представляет собой замкнутый соленый водоём, удалённый от Азовского моря на значительное расстояние. При высоких уровнях воды (в половодье) лиман переполняется и контактирует с другими водоёмами, которые цепочкой тянутся к Азовскому морю. Хотя Сладкий лиман пропускает ежегодно через свою котловину весь сток двух степных речек, вода в нем солёная.